# Submarin clasa Oscar

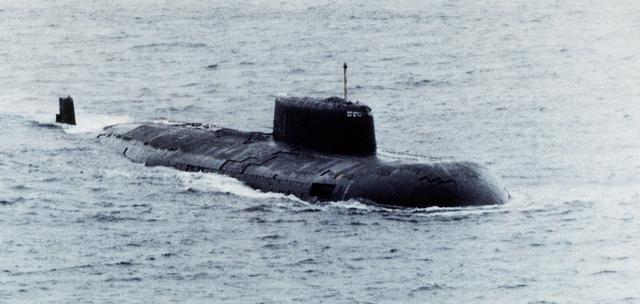
Submarin clasa Oscar

Clasa Oscar (denumirea sovietică: 949 Granit pentru seria Oscar I și 949A Antey pentru seria Oscar II) este un tip de submarin cu propulsie nucleară, purtător de rachete de croazieră (P-700 Granit (SS-N-19 Shipwreck)), care a fost introdus în Marina sovietică în anii 1980. 
Din această clasă de submarine a făcut parte și Submarinul Kursk, care a fost pierdut pe 12 august 2000.